# Pavel Andrejevič Žilin
Pavel Andrejevič Žilin (rusky  Павел Андреевич Жилин; 18. března 1913 Vorobjovka, Voroněžská gubernie – 6. února 1987 Moskva) byl ruský vojenský historik.

## Život
Narodil se v rolnické rodině a v roce 1930 absolvoval zemědělskou střední školu. Pracoval v sovchoze, poté na ruském lidovém komisariátu zemědělství. V letech 1937 až 1940 byl na vědecké expedici na Čukotce. Během Velké vlastenecké války se zúčastnil bitvy o Moskvu a osvobození Běloruska.
V roce 1942 se stal členem komunistické strany a ukončil vojenskou školu; roku 1946 absolvoval Frunzeho akademii, v roce 1949 absolvoval na katedře vojenské historie Univerzity marxismu-leninismu. V letech 1947 až 1958 působil v generálním štábu ozbrojených sil SSSR na pozicích vedoucího výzkumného pracovníka a vedoucího vojensko-vědeckého oddělení a dohlížel na zveřejňování dokumentů v časopise Военная мысль. Profesuru obhájil v roce 1961. V období 1964 až 1966 byl prorektorem na akademii společenských věd a přednášel na Vojensko-politické akademii V. I. Lenina. Jako vedoucí Ústavu vojenské historie Ministerstva obrany SSSR působil v letech 1967 až 1987. Do hodnosti generálporučíka byl povýšen v roce 1968.
Je autorem více než 150 vědeckých prací. Byl zástupcem šéfredaktora Vojenského historického časopisu (1958-1964), místopředsedou hlavních redakčních komisí pro Dějiny druhé světové války 1939–1945 (sv. 1–12, 1960–1965) a Sovětské vojenské encyklopedie “ (sv. 1–8, 1976–1980), členem redakčních rad edic Světové dějiny (sv. 1–13, 1955–1983) a Druhá světová válka (sv. 1–3, 1966). Mezi jeho funkce patřily i zástupce akademika-tajemníka oddělení historie Akademie věd SSSR, předseda Komise historiků SSSR a NDR či viceprezident Mezinárodního výboru pro dějiny druhé světové války.
Je pohřben v Moskvě na Kuncevském hřbitově.